# 天峨龙滩大桥
天峨龙滩大桥是广西壮族自治区河池市天峨县的一座跨过红水河的拱桥，承载丹峨高速公路，距离下游的龙滩水电站大坝约6公里。天峨龙滩大桥主跨达600米，2024年通车时超过平南三桥成为世界上主跨最长的拱桥。